# Pararge albiplaga
Pararge albiplaga är en fjärilsart som beskrevs av Warnecke 1942. Pararge albiplaga ingår i släktet Pararge och familjen praktfjärilar. Inga underarter finns listade i Catalogue of Life.